# Eric Hultgren
Eric Fridolf Hultgren, född 25 juni 1838 i Stockholm, död 11 april 1917 i Köping, var en svensk ingenjör. 
Hultgren blev 1858 elev vid Teknologiska institutet, där han avlade avgångsexamen 1861. Han var elev vid mekaniska verkstäder 1856–1858 och 1861–1863, verkmästare vid Köpings axelfabrik 1863–1864, ritare vid Köpings mekaniska verkstad 1864–1866 samt verkmästare där 1866–1867 och konstruktör 1867–1895. Han var ritningslärare vid Köpings pedagogi 1868–1880 och vid Köpings tekniska söndags- och aftonskola 1875–1880, föreståndare för Köpings axelfabrik 1871–1899 och stadsingenjör i Köpings stad 1878–1900.